# Chari Gómez Miranda
Rosario Gómez Miranda, conocida como Chari Gómez Miranda, (1930 - Madrid, 22 de febrero de 2011) fue una periodista y presentadora de televisión española famosa por su personaje de "Doña Adelaida".

## Biografía
Sus inicios profesionales hay que buscarlos en la radio en los años 70. Fue guionista de Encuentros (1973-77), que presentó José María del Rio, en Radio Nacional de España. En 1978 participaba en el programa A ciento veinte que presentaba  los sábados por la mañana Eduardo Sotillos. Y en 1982 ejerció de subdirectora de Así es la vida, espacio de lunes a viernes, por las tardes, dirigido por Andrés Aberasturi y coordinaba el espacio de los sábados, La entrevista. Todos en RNE. 
Pero su popularidad comenzó con la televisión, en 1990, cuando fue fichada por Jesús Hermida para hacer un breve resumen y comentario del capítulo del culebrón venezolano Cristal que se emitía a diario en el espacio A mi manera, de Televisión Española. Bajo el seudónimo de Doña Adelaida y con soltura y desparpajo ante las cámaras, Gómez Miranda se ganó las simpatías del público, encarnando un personaje que pretendía hacer una semblanza entrañable del arquetipo de maruja, o ama de casa. 
Tras la finalización de Cristal y del programa de Hermida, Doña Adelaida continuó en TVE presentando otras telenovelas, como La dama de Rosa (1990-1991). 
Tal fue su éxito que el duó cómico Martes y trece imitó a Doña Adelaida en sus Especiales Fin de Año en TVE, donde Chari participó también en el espacio navideño Telepasión. 
En 1992 presentó el espacio de humor a base de vídeos, Vaya fauna (1992), en Antena 3 y en septiembre de 1996 fichó por Día a día, de María Teresa Campos en Telecinco, donde recreó su famoso personaje como "Doña Chari" para ser la "conciencia crítica" de dicho programa, en el que trabajó hasta su cancelación en 2004.
Entre 1996 y 1999 participó en la serie El súper. Historias de todos los días de Telecinco, interpretando el papel de "Doña Úrsula", la clienta cleptómana y cotilla del supermercado. 
También hizo alguna incursión en el teatro y en 1998 intervino en el montaje de Don mujeres a las nueve, de Juan Ignacio Luca de Tena.
Viuda desde 1984 del periodista Pedro Rodríguez (1935-1984), fue madre de la también presentadora de televisión Belén (1966) y de Pedro Rodríguez Gómez (1969-2012), director general de Cuarzo Producciones.
Falleció el 22 de febrero de 2011 tras una larga enfermedad. Fue incinerada al día siguiente.

## Libros
En 1991 publicó Ponga un culebrón en su vida, (Ediciones Temas de Hoy, Colección Papagayo, ISBN, 978-84-7880-100-8)

## Premios
En 2001 obtuvo el Premio Andalucía de Periodismo en su modalidad de Televisión.